# Acaulonopsis
Acaulonopsis, rod pravih mahovina iz porodice Pottiaceae, opisan kao novi rod 2009. U njega su uključene dvije vrste iz južnoafričke provincije Western Cape

## Vrste
1. Acaulonopsis eureka R.H. Zander & Hedd.
2. Acaulonopsis fynbosensis R.H. Zander & Hedd.